# Elizabeth Allan
Elizabeth Allan (Skegness, 9 d'abril de 1908 − Hove, 27 de juliol de 1990) va ser una actriu britànica.

## Biografia
Va néixer a Skegness, Lincolnshire, el 1908 (algunes fonts indiquen el 1910), i després de quatre anys en escena amb The Old Vic, va fer el seu debut al cinema el 1931, apareixent a Alibi. El 1932 es va casar amb Wilfred J. O'Bryen - a qui havia estat presentada per l'actor Herbert Marshall - un matrimoni que va durar fins a la seva mort el 1977.
La seva primera coproducció EUA/UK i la primera producció dels EUA arribaven el 1933, i va treballar als Estats Units amb contracte amb la MGM. 1935 va ser el seu any més memorable a Hollywood, quan no només va destacar en dues adaptacions memorables de Dickens, com la jove mare desafortunada al film de George Cukor  David Copperfield i com Lucie Manette a la cinta de Jack Conway A Tale of Two Cities, sinó que també va brillar a la pel·lícula de Tod Browning Mark of the Vampire.
MGM va anunciar-la per a un paper principal a la pel·lícula de King Vidor The Citadel, i, quan va ser reemplaçada posteriorment per Rosalind Russell, Elizabeth va demandar l'estudi. L'estudi es va venjar negant-se a contractar-la més, i, frustrada, va retornar a Anglaterra el 1938.
Pels anys 1950, Allan havia fet la transició a papers de caràcter. Especialment memorable és la seva aparició com la trencadissa i insatisfeta dona de Trevor Howard en l'adaptació de Graham Greene The Heart of the Matter (1953). El 1958, apareixia com la dona de Boris Karloff a The Haunted Strangler .
Molt tard a la seva carrera, va esdevenir una assidua participant en la televisió en programes de concursos, incloent-hi la versió britànica de What's My Line? . Va ser nominada com la Principal Personalitat Femenina de TV de la Gran Bretanya el 1952.
Va morir a Hove, East Sussex, als 82 anys.

## Filmografia
| - 1931: Many Waters: Freda Barcaldine - 1931: Chin Chin Chinaman: The Countess - 1931: Alibi: Ursula Browne - 1931: Rodney Steps In: Masked Lady - 1931: The Rosary: Vera Mannering - 1931: Black Coffee: Barbara Amory - 1931: Michael and Mary: Romo - 1932: Nine Till Six: Gracie Abbott - 1932: The Lodger: Daisy Bunting - 1932: Insult: Pola Dubois - 1932: The Chinese Puzzle: Naomi Melsham - 1932: Service for Ladies: Sylvia Robertson - 1932: Down Our Street: Maisie Collins - 1933: The Shadow: Sonia Bryant - 1933: Looking Forward: Caroline Service - 1933: No Marriage Ties: Peggy Wilson - 1933: The Solitaire Man: Helen Hemming - 1933: Ace of Aces: Nancy Adams - 1934: The Lost Chord: Joan Elton - 1934: The Mystery of Mr. X: Jane Frensham - 1934: Men in White: Barbara Denham - 1934: Java Head: Nettie Vollar - 1934: Outcast Lady: Venice - 1935: The Personal History, Adventures, Experience, and Observation of David Copperfield, the Younger: Mrs. Clara Copperfield - 1935: Mark of the Vampire: Irena Borotyn - 1935: A Tale of Two Cities: Lucie Manette - 1936: A woman rebels: Flora Anne Thistlewaite | - 1936: Camille: Nichette, the Bride - 1937: The Soldier and the Lady:: Nadia - 1937: Slave Ship:: Nancy Marlowe - 1938: Dangerous Medicine: Victoria Ainswell - 1940: The Girl Who Forgot: Leonora Barradine - 1940: Inquest: Margaret Hamilton - 1940: Saloon Bar: Queenie - 1942: The Great Mr. Handel: Mrs. Cibber - 1942: Went the Day Well?: Peggy Pryde, [a Land Army Girl] - 1944: He Snoops to Conquer: Jane Strawbridge - 1949: That Dangerous Age: Lady Sybil - 1951: No highway in the sky:: Shirley Scott - 1953: Folly to Be Wise: Angela Prout - 1953: Twice Upon a Time: Carol-Anne Bailey - 1953: The Heart of the Matter:: Louise Scobie - 1954: Front Page Story: Susan Grant - 1955: Born for Trouble - 1955: Channel Nine (TV): Performer - 1956: The Brain Machine: Dra. Phillipa Roberts - 1958: Grip of the Strangler: Barbara Rankin |